# Staretina
Staretina je planina u Bosni i Hercegovini.
Nalazi se na zapadnu BiH, u regiji Završju (Tropolju), sjeverozapadno od grada Glamoča i istočno od Livanjskog polja. Najviši vrh se nalazi na 1633 metra nadmorske visine.
Prostire se u općinama Livnu i Glamoču.